# El jugador de Ugo Betti
El jugador de Ugo Betti fue una telenovela colombiana producida por FGA Televisión Y dirigida por el reconocido director Pepe Sánchez.

## Reparto
- Álvaro Ruiz ... Ugo Betti
- Mónica Silva.....Clara
- Karina.....Silvia
- Chela del Río.....Gertrudis
- Gaspar Ospina
- Delfina Guido
- Fabio Camero

- Datos: Q5825471